# St Moluag’s Church

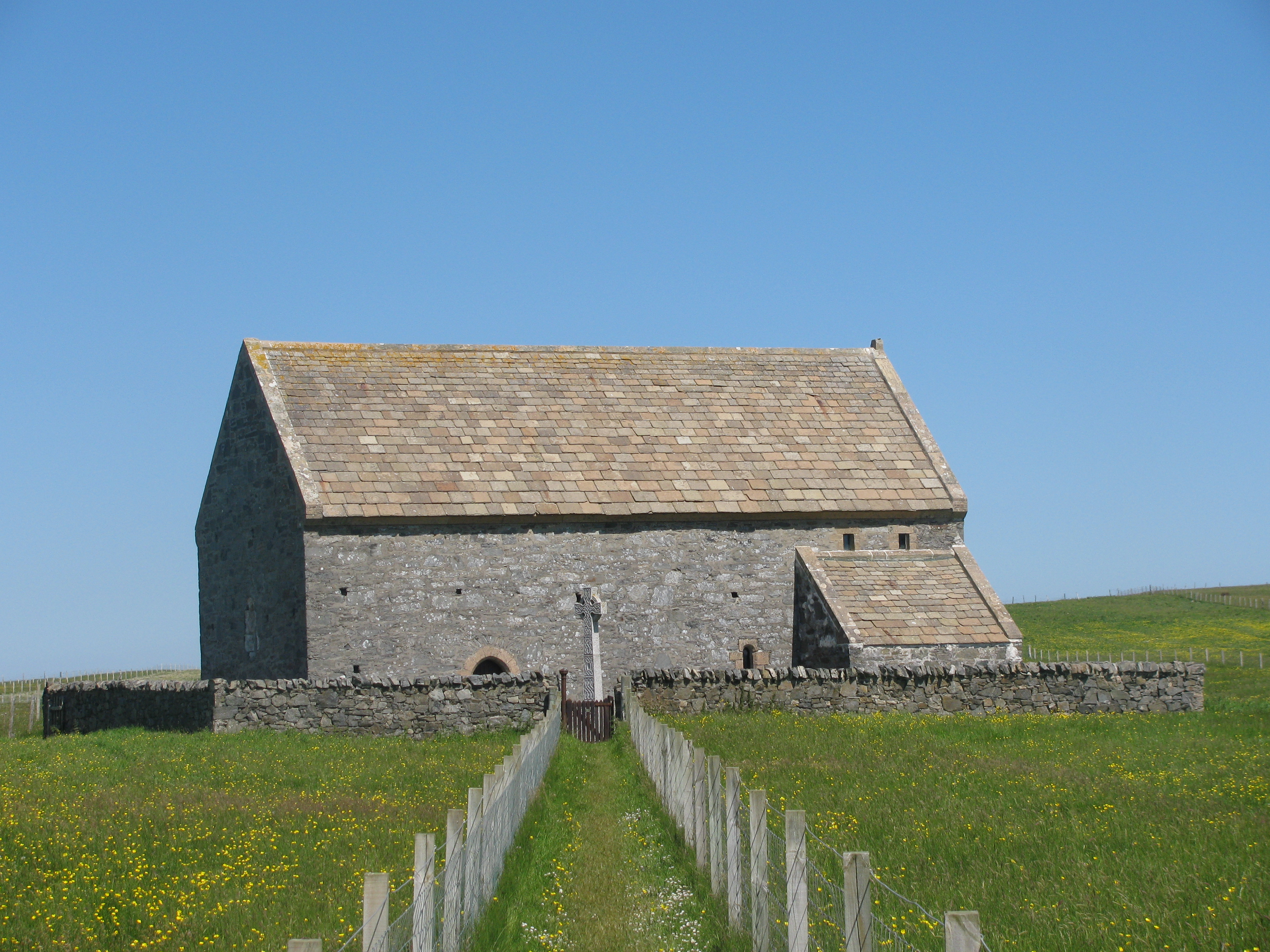
St Moluag’s Church

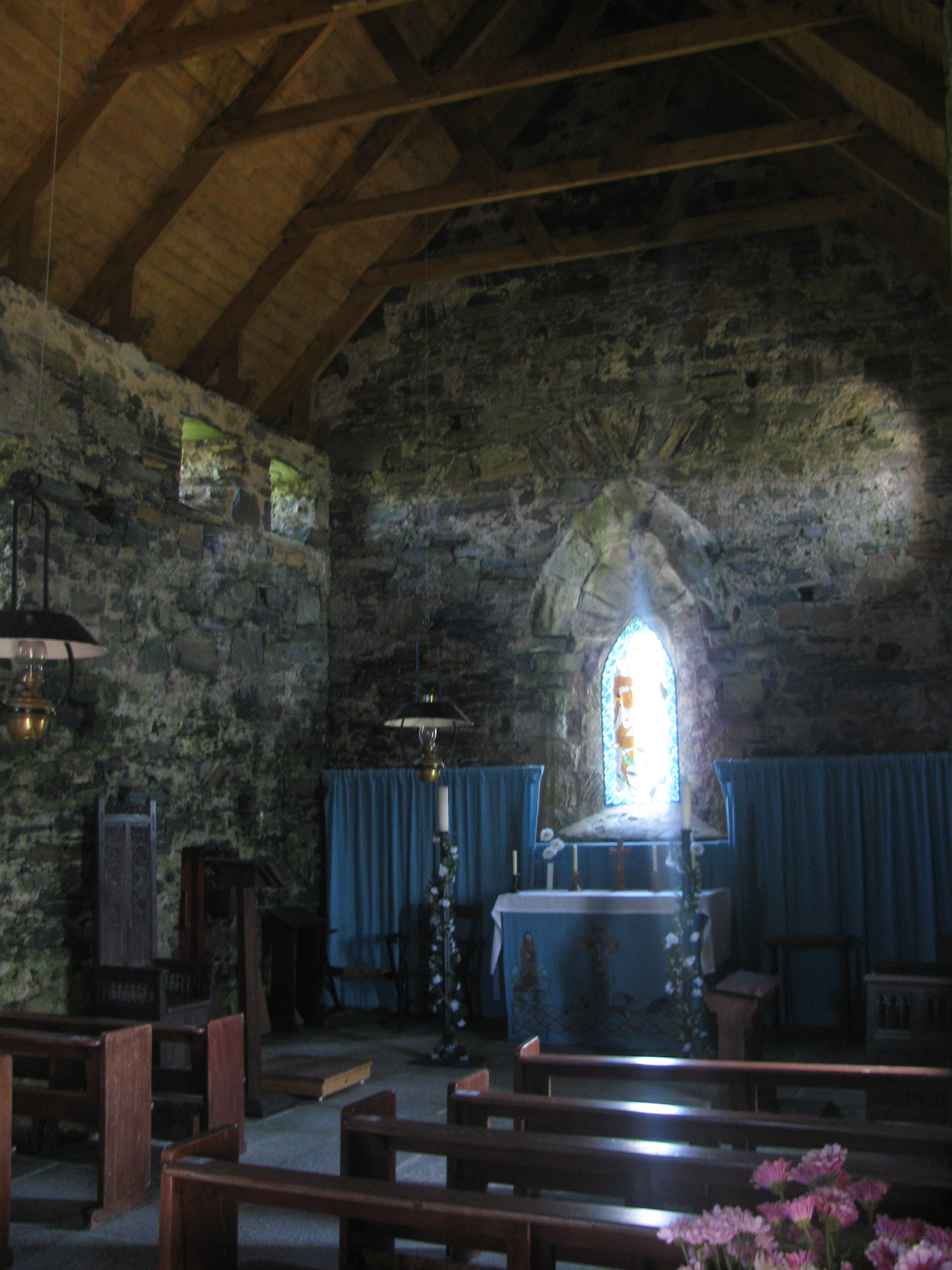
Innenraum

Die St Moluag’s Church, auch Teampall Mholuaidh, Church of St Mulvay, Teampull Mor, St Molua’s Church, St Malvay’s Church, St Olaf’s Church, St Mallonvy’s Church oder Teampull Eorrapaidh, ist ein Kirchengebäude auf der schottischen Hebrideninsel Lewis. 1971 wurde das Gebäude in die schottischen Denkmallisten in der höchsten Kategorie A aufgenommen.

## Geschichte
Wann die St Moluag’s Church erbaut wurde, ist nicht abschließend geklärt. Der diskutierte Zeitraum reicht vom späten 12. Jahrhundert bis zum frühen 16. Jahrhundert. Man nimmt an, dass sie aus der Zeit der Wikingerbesetzung Nordschottlands stammt und am Ort einer älteren keltischen Kultstätte errichtet wurde. Während die Rüstlöcher im Mauerwerk eher für ein früheres Baudatum sprechen, deuten die Fenstergestaltung sowie die Sockelleiste auf ein späteres hin. Die Gesamtkonzeption ist an die aus dem 12. Jahrhundert stammende Kathedrale von Garðar im grönlandischen Igaliku angelehnt. Über die Geschichte der Kirche ist wenig bekannt. Das ruinöse Bauwerk wurde 1912 restauriert. In diesem Zusammenhang wurde ein hölzerner Dachstuhl errichtet und das Dach mit Schieferschindeln von den Orkneyinseln eingedeckt. Auch der Altarraum wurde in dieser Zeit gestaltet. Das Gebäude wird von der Gemeinde der Scottish Episcopal Church in Stornoway betreut, in der auch Originalstücke aus der St Moluag’s Church aufbewahrt und weiterverwendet werden. Bis 1955 wurde die Kirche regelmäßig, heute nur noch gelegentlich genutzt.

## Beschreibung
Die Kirche befindet sich im Nordwesten der Insel Lewis nahe der Ortschaft Eoropie und rund einen Kilometer südlich von Butt of Lewis, dem nördlichsten Kap der Insel. Eine Bruchsteinmauer, innerhalb derer auch ein Keltenkreuz der Iona-Schule steht, umfriedet das Gelände. Die Innenmaße des länglichen Bruchsteinbauwerks betragen 13,5 m × 5,5 m. Das rund 4,5 m hohe Mauerwerk ist durchschnittlich rund 80 cm mächtig. Am Westende gehen beidseitig rund 3 m × 1,5 m messende Anbauten mit Pultdächern ab. Im nördlichen ist eine Sakristei, im südlichen eine Kapelle untergebracht. Der Kircheninnenraum wird durch Spitzbogenfenstern in beiden Giebelflächen erhellt. An den Nord- und Südseiten sind einzelne rechteckige Fensteröffnungen zu finden. An Ostende beider Seiten sind zusätzlich zwei nahe beieinander liegende Öffnungen eingebracht. Das Gebäude schließt mit einem Satteldach ab.